# Albizia crassiramea
Albizia crassiramea är en ärtväxtart som beskrevs av John Henry Lace. Albizia crassiramea ingår i släktet Albizia och familjen ärtväxter. Inga underarter finns listade i Catalogue of Life.